# Реґель (Вармінсько-Мазурське воєводство)
Реґель (пол. Regiel, нім. Regeln) — село в Польщі, у гміні Елк Елцького повіту Вармінсько-Мазурського воєводства.
Населення — 303 особи (2011).
У 1975-1998 роках село належало до Сувальського воєводства.

## Демографія
Демографічна структура станом на 31 березня 2011 року:
|          | Загалом | Допрацездатний вік | Працездатний вік | Постпрацездатний вік |
| -------- | ------- | ------------------ | ---------------- | -------------------- |
| Чоловіки | 159     | 35                 | 114              | 10                   |
| Жінки    | 144     | 36                 | 88               | 20                   |
| Разом    | 303     | 71                 | 202              | 30                   |